# Финляндия (концертный зал)
Дворец «Финляндия» (фин. Finlandia-talo) — здание на берегу бухты Тёёлёнлахти (фин. Töölönlahti), посреди парка Гесперии (фин. Hesperian puisto) в Хельсинки. Здание было возведено в 1967—1975 годах по проекту архитектора Алвара Аалто.
Во дворце расположены концертные залы, помещения для проведения выставок, залы заседаний. Здесь неоднократно проводились международные конференции, в 1975 году здесь проходило Совещание по безопасности и сотрудничеству в Европе, на котором было подписано Хельсинкское соглашение. Часто в помещениях дворца проводятся концерты и репетиции Хельсинкского филармонического оркестра.

## Архитектура
Дворец «Финляндия» был спроектирован так, чтобы сочетать монументальность конструкции с функциональностью, важной для концертных залов. По этой причине он выполнен не строго в одном стиле, а содержит разные элементы, с которыми Аалто экспериментировал на протяжении всей своей профессиональной карьеры. Основной корпус масштабного комплекса выполнен из гранита и облицован каррарским мрамором, которые символизируют средиземноморскую культуру. Внешне здание основного корпуса имеет покатую крышу, что способствует обеспечению необходимой акустики зала.

## Директора дворца
- Bengt Broms — 1971—1982
- Carl Öhman — 1982—1988
- Matti Kivinen — 1988—2000
- Auni Palo — 2000—2011
- Johanna Tolonen — с 2012